# Trehörningsjötjärnen
Trehörningsjötjärnen är en sjö i Örnsköldsviks kommun i Ångermanland och ingår i Husåns huvudavrinningsområde. Sjön har en area på 0,201 kvadratkilometer och ligger 176,2 meter över havet. Sjön avvattnas av vattendraget Husån.

## Delavrinningsområde
Trehörningsjötjärnen ingår i det delavrinningsområde (707045-164789) som SMHI kallar för Utloppet av Trehörningssjötjärnen. Medelhöjden är 224 meter över havet och ytan är 1,73 kvadratkilometer. Räknas de 16 avrinningsområdena uppströms in blir den ackumulerade arean 86,64 kvadratkilometer. Avrinningsområdets utflöde Husån mynnar i havet. Avrinningsområdet består mestadels av skog (81 procent). Avrinningsområdet har 0,2 kvadratkilometer vattenytor vilket ger det en sjöprocent på 11,4 procent.